# 河唇站
河唇站，位于中华人民共和国广东省湛江市廉江市河唇镇，是河茂铁路、黎湛铁路上的火车站，建于1955年，由中国铁路南宁局集团管辖。

## 业务办理
办理旅客乘降，行李包裹托运。
货物办理专用线，专用铁路整车到发，正线整车到发。